# Regimiento de Artillería Antiaérea n.º 74
El Regimiento de Artillería Antiaérea n.º 74 es una unidad de artillería antiaérea del Ejército de Tierra de España.

## Historial
Fue creado el 24 de julio de 1939, con base en el acuartelamiento Fernando Primo de Rivera de Jerez de la Frontera (Cádiz), también conocido como cuartel de El Tempul.
En el año 1940 se desplazaron al Campo de Gibraltar dos baterías de cañones, agregándose durante el mes de abril un grupo de cañones 88 mm/56.
En 1956 recibió los primeros cañones Bofors 40 mm/70 y cinco años más tarde y procedente de la ayuda estadounidense se organizó un grupo con cañones de 90 mm/50. En enero de 1965 se hizo cargo del acuartelamiento Nuestra Señora de la Cabeza en la misma localidad, que se ubicaba donde hoy día se encuentra el campus universitario. A finales de ese mismo año queda organizado el Grupo de lanzacohetes de Artillería Antiaérea, compuesto por plana mayor de grupo y cuatro baterías de misiles Hawk, que ocupan provisionalmente las instalaciones del citado acuartelamiento, permaneciendo en el acuartelamiento Primo de Rivera de la misma localidad el resto del regimiento. En 1968 se trasladó el resto del regimiento al mismo, y poco después el grupo Hawk (GAAAL I/74) al Cortijo Buenavista en San Roque (Cádiz).
En marzo de 1980 se recibieron en el parque de artillería de Sevilla 12 piezas Oerlikon de 35 mm/90 bitubo, con las que se sustituyeron los Bofors del segundo grupo del regimiento (GAAAL II/74). A partir de 1988, el regimiento pasa a depender del nuevo Mando de Artillería Antiaérea. El 1 de abril de 1996, la plana mayor de mando del regimiento y el segundo grupo se traslada a la base El Copero en Dos Hermanas (Sevilla). En 2001 se reorganiza el Regimiento y se dota al segundo grupo de misiles Hawk en sustitución de los Oerlikon, quedando ambos grupos con el mismo material. En 2005, el Regimiento adquiere la capacidad antimisil gracias a la adquisición a Alemania de misiles antimisil Patriot de segunda mano montados sobre vehículos MAN Lkw 15t mil gl Kat I A1 (8 × 8).
Diez años después, en noviembre de 2015, los Patriot fueron transferidos a la nueva unidad RAAA-81, con base en Valencia, quedando el sistema Hawk como su único sistema de armas antiaéreas..

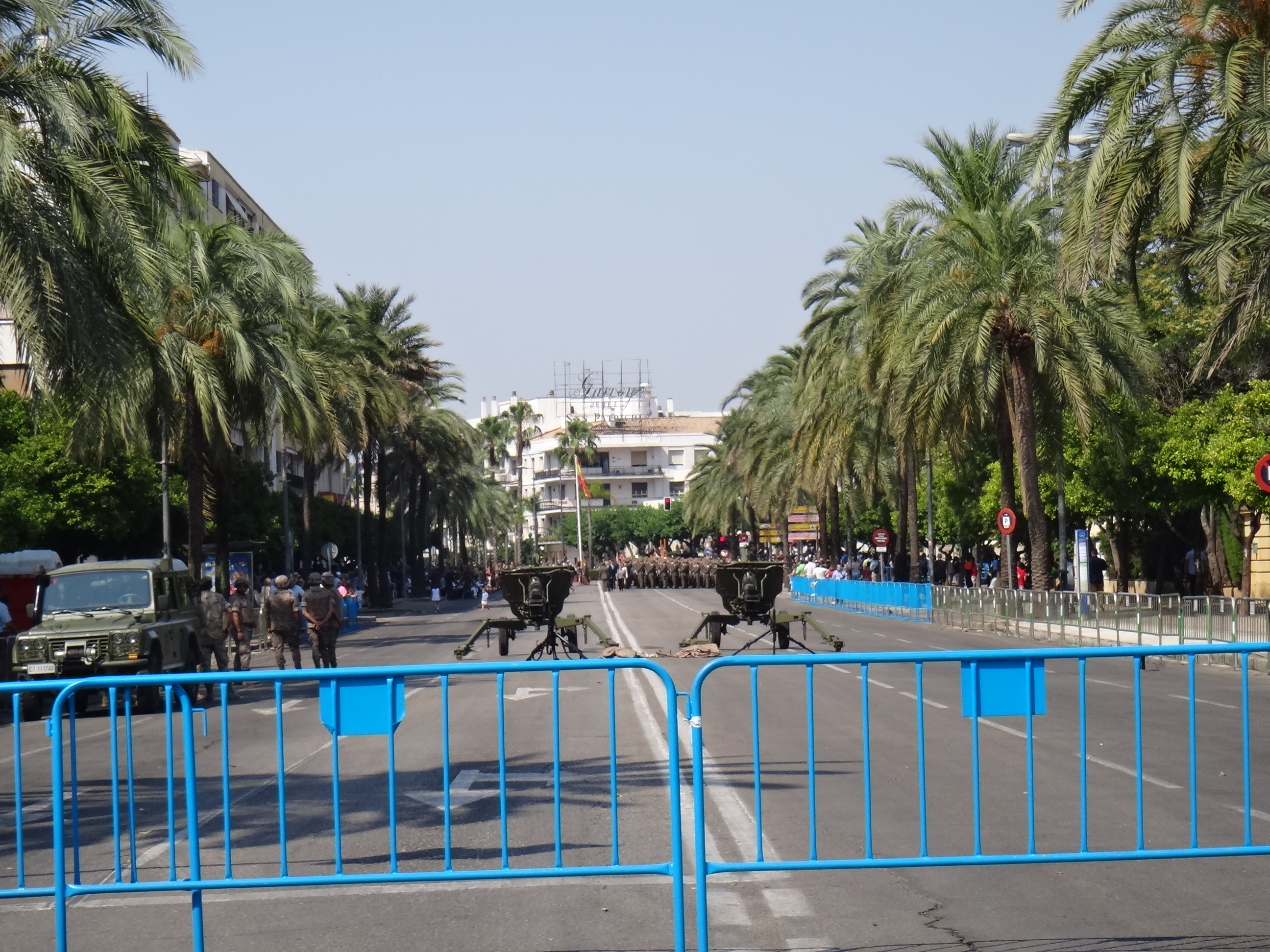
Parada por el 75 aniversario

El regimiento es hermano honorario de la cofradía del Cristo de la Defensión de Jerez de la Frontera y tiene un parque público dedicado en dicha ciudad.

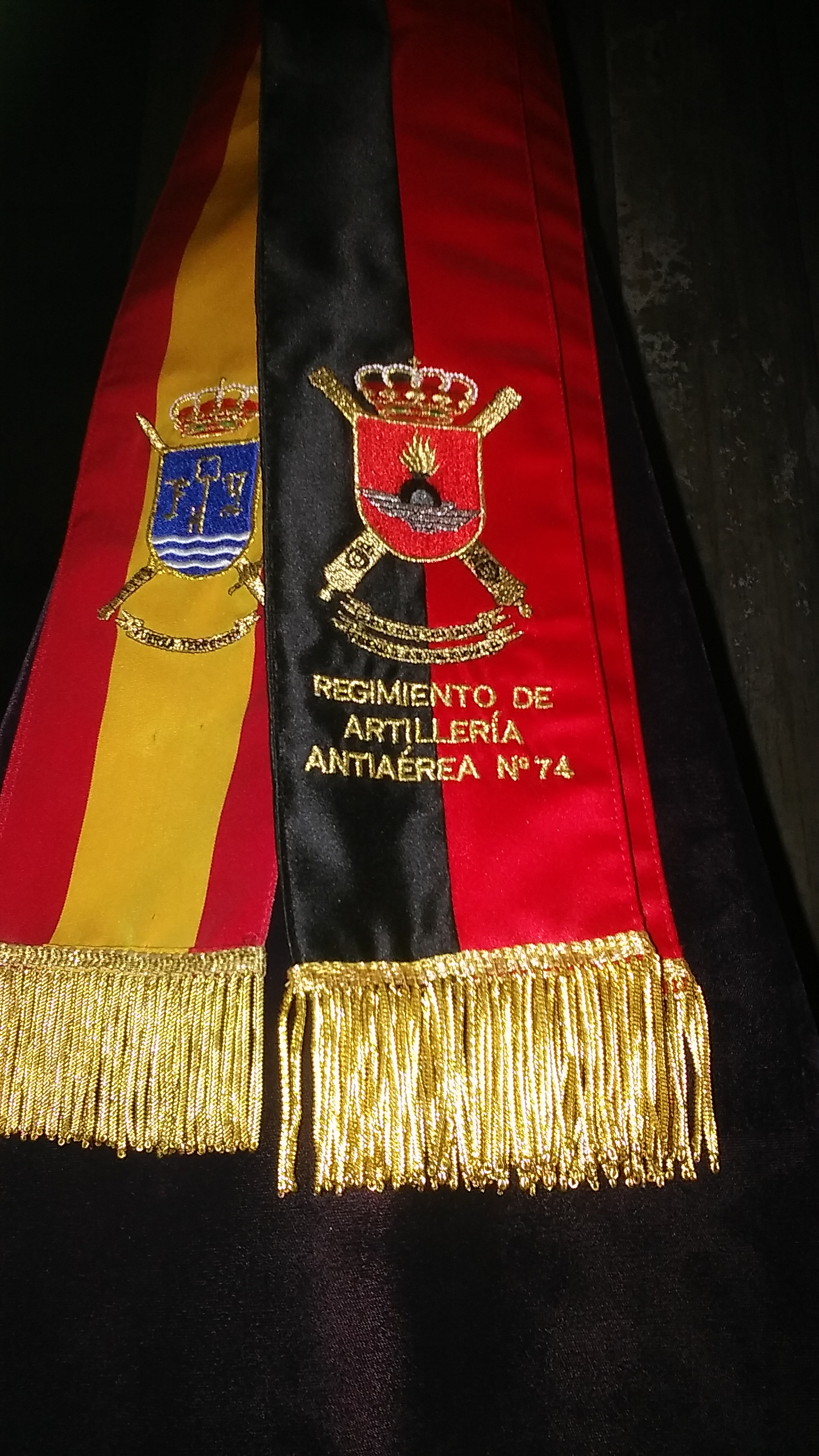
Pendón del Regimiento para acompañar el Cristo de la Defensión en Jerez

Grupo de Artillería Antiaérea I/74
Grupo de Artillería Antiaérea II/74
Unidad de Reparaciones III del Regimiento de Artillería Antiaérea n.º 74

## Despliegues
- Operación Romeo-Sierra (2002).
- Cumbres de la Unión Europea de Madrid (2002) en Barcelona y Sevilla.
- Inauguración del Foro Universal de las Culturas en Barcelona (2004).
- Boda de los Príncipes de Asturias en Madrid (2004).[13]
- Cumbre antiterrorista de Madrid (2005).
- Cumbre de Jefes de Estado Hispanoamericanos en Salamanca (2005).
- Encuentro Mundial Familias en Valencia (2006).
- Reunión de ministros de defensa de la OTAN en Sevilla (2007).
- Copa América en Valencia (2007).
- Operación Active Fence en Turquía (2015-2019)

## Material a lo largo de su historia

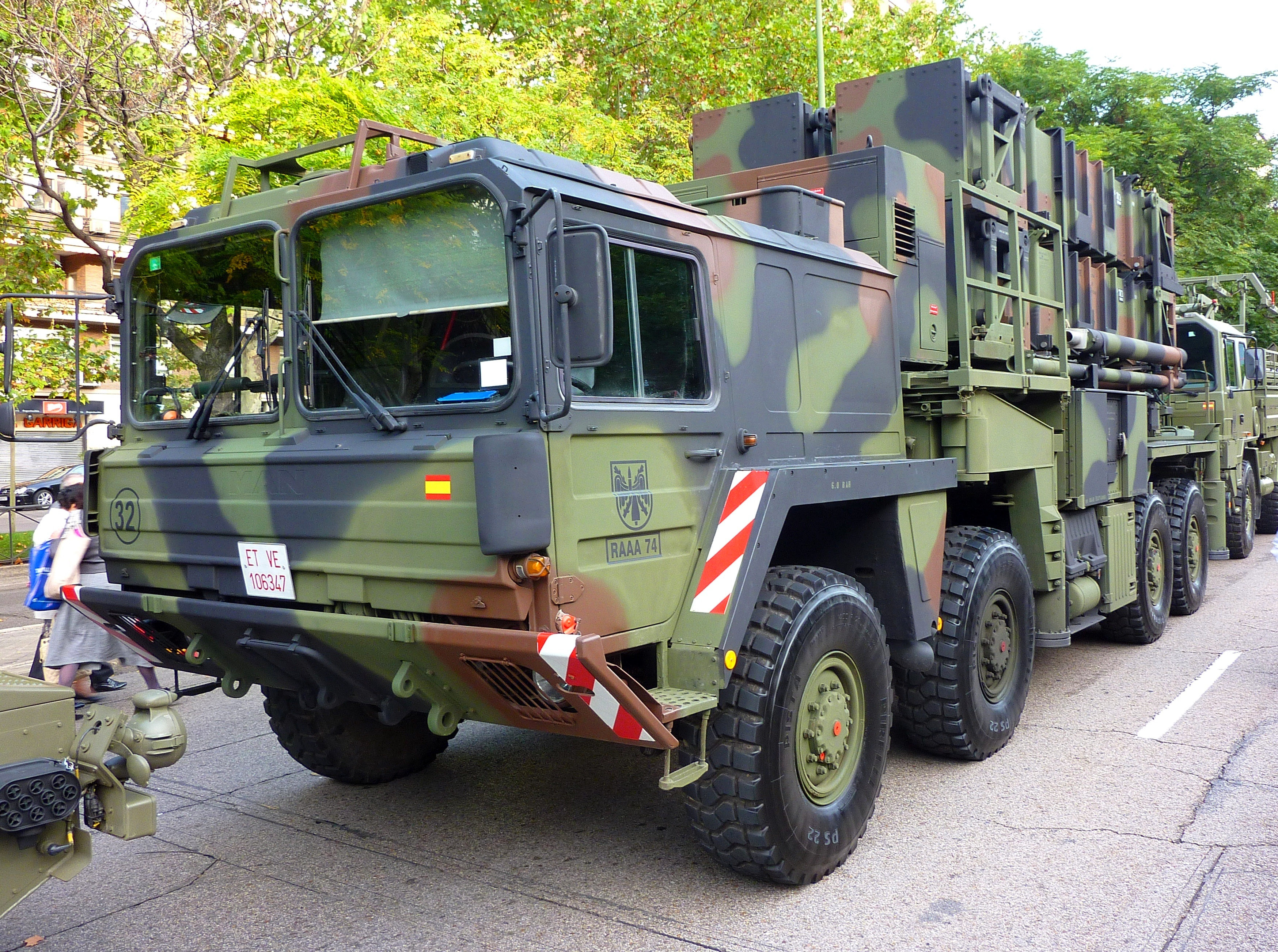
MIM-104 Patriot del Regimiento.

- 2 baterías de proyectores y fonolocalizadores Siemens
- 2 baterías de cañones Škoda de 76,5 mm/40 Mod.1919
- 1 grupo de cañones FlaK 18 de 88 mm/56
- Grupo de cañones Bofors 40 mm/70
- Grupo de cañones 90 mm/50
- 12 piezas Oerlikon 35 mm/90
- Misiles antiaéreos MIM-23 Hawk[14]
- Misiles antimisil MIM-104 Patriot[15]